# Петровский, Владимир Алексеевич
Владимир Алексеевич Петровский (29 июня (12 июля) 1900, Силламяги — 30 октября 1950, Ленинград) — советский военно-морской деятель, контр-адмирал, кандидат военно-морских наук, писатель-фронтовик. Лауреат Сталинской премии (1951, посмертно).

## Биография
Родился 29 июня 1900 года в семье будущего известного учёного А. А. Петровского. Мать — Ольга Васильевна Фидровская. В 1901 году супруги расстались, при этом Владимир воспитывался в семье отца и его второй жены Н. В. Петровской, а сестра Владимира Ольга осталась жить с матерью. В 1902—1909 годах семья А. А. Петровского проживала в Кронштадте.
В 1913—1918 годах учился в петербургской гимназии Карла Мая на Васильевском острове (поступил в четвёртый класс). Учёбу окончил с золотой медалью. В период учёбы стал известен как автор многих литературно-полемических публикаций в рукописных журналах под псевдонимом «Вавилыч».
Участник Гражданской войны, с 1919 состоял в Рабоче-крестьянской Красной армии (РККА).
В 1920—1924 годах учился в Военно-морском училище командного состава флота. В 1924—1925 годах прошёл курсы связи при штабе МСБМ (Морских сил Балтийского моря). С апреля по ноябрь 1925 года — штурман линейного корабля «Марат». В 1925—1926 годах — помощник начальника курса, затем преподаватель Военно-морского училища им. М. В. Фрунзе. Будучи курсантом, начал публиковать свои первые произведения в газете «Страж Балтики».
В 1926—1927 годах прошёл штурманские классы Специальных курсов командного состава ВМС РККА. С ноября 1927 по апрель 1929 года — штурман линейного корабля «Парижская Коммуна». В 1929—1934 годах — помощник начальника, а затем начальник разведывательного отдела штаба МСБМ.
В 1927 году опубликовал свою первую научную работу в журнале «Морской сборник». Его первый рассказ был опубликован в 1931 году.
В 1934—1937 годах — преподаватель кафедры стратегии и оперативного искусства Военно-морской академии Рабоче-Крестьянского Военно-Морского Флота имени К. Е. Ворошилова (ВМА). Занимался научной работой, кандидат военно-морских наук.
Член Ленинградского отделения Союза писателей СССР (1935—1950).
С августа 1937 по март 1938 года — начальник оперативно-тактического отдела, а с марта по август 1938 года — заместитель начальника оперативно-тактического отдела Главного морского штаба ВМФ. Член ВКП(б) с 1938 года.
В 1938—1939 годах — доцент кафедры оперативного искусства, в 1939—1941 годах — исполняющий должность заместителя начальника ВМА по административным и общим делам, а затем по научной и учебной работе.
В 1939—1941 годах по совместительству был ответственным редактором журнала «Морской сборник». Владел шведским языком.
В начале Великой Отечественной войны — заместитель командира Кронштадтской военно-морской базы, начальник штаба Морской обороны Ленинграда и Озёрного района (август — октябрь 1941 года), затем Ленинградской ВМБ (октябрь — декабрь). С декабря 1941 по август 1942 года — заместитель начальника штаба КБФ. С 1942 до 1944 года — начальник ВМА в период нахождения академии в Самарканде и реэвакуации её в Ленинград.
С сентября 1944 года — начальник Гидрометеорологической службы ВМФ, заместитель начальника Главного управления метеослужбы СССР. В 1945—1947 годах выполнял спецзадания Главного штаба ВМС при морском отделе Союзной контрольной комиссии в Финляндии. Ему поручались ответственные задания по изучению театра военных действий, составлению военно-географических описаний и руководящих оперативных материалов.
В 1946 году наряду с Анной Ахматовой и Михаилом Зощенко, а также с другими писателями и поэтами был упомянут в докладной записке Георгия Александрова «О неудовлетворительном состоянии журналов „Звезда“ и „Ленинград“» — о нём говорилось:

…Подлинные герои обороны Ленинграда на страницах журнала не показаны. В повести В. Кнехта «На Невской позиции» ([Звезда]. № 2 за 1945 г.) борьба ленинградцев с фашистами в условиях блокады является только фоном для авантюрного сюжета. Центральное место в повести занимают не бойцы и офицеры Красной Армии, а образы фотографа-художника и коллекционера икон. Георгий Победоносец в этой повести провозглашён символом русского воинства. Герой повести говорит так: «Георгий Победоносец — излюбленная русская тема»; «в Георгии Победоносце черты легендарного русского воина»…
С ноября 1947 по октябрь 1950 года — заместитель ответственного редактора Главной редакции Морского атласа по навигационно-географическому тому.

Могила Петровского на Серафимовском кладбище в Санкт-Петербурге

Владимир Алексеевич Петровский скоропостижно скончался 30 октября 1950 года (некролог напечатан в газете «Красный флот» от 2 ноября 1950 года). Похоронен на Серафимовском кладбище.

## Семья
- Первая жена (до 1937 года) — Тамара Семёновна Пергамент (1903—1990), научно-технический работник Зоологического института АН СССР (Ленинград), Мурманского морского биологического института (Полярная биологическая станция АН СССР, Дальние Зеленцы)[14][15].
  - Дочь — Марина Владимировна Петровская, с.н.с. БАН, Санкт-Петербург[16] (08.09.1929 — 13.02.2018)[15].
- Вторая жена (после 1937 года) — Елена Елевтерьевна Сакова-Петровская[17][15].
  - Дочь — Ирина Владимировна Петровская (01.05.1938 — 11.09.1999)[15], занималась научной деятельностью в области астрономии, доктор физико-математических наук (1995), профессор[18][19]. Внук — Олег Петровский.

## Звания
- капитан 1-го ранга;
- 21 мая 1941 — контр-адмирал.

## Награды
- Награждён: орденом Ленина (1945), двумя орденами Красного Знамени (1944, 1950), Отечественной войны 1-й степени (1943), медалями[20][21][22].
- Сталинская премия (1950, посмертно) за научный труд «Морской атлас» (Т.1)[4].

## Произведения
- Романы: «Страна на замке» (1932 — первый вариант текста[23]), 1933[24] и 1934[25] (второй вариант текста), переработаное, наиболее полное русское, 1940[26] и финское расширенные издания 1935 года)[27], «Штурм» (1937)[28], «Тихое Кемио» (переиздание второго (1934) варианта «Страна на замке» с иным названием, 1940)[29].
- Повести: «Добрая Надежда» (1936[30]), «Товарищ Ренэ» (1944[31]).
- Рассказы: «Имение лейтенанта фон Мюля» (1931), «Пират любви» (1932)[32], «Как съели свинью Пышку» (1934), «На Невской позиции» (1945).
- Кнехт В. А. Добрая надежда. Повесть и рассказы / Сост. Е. Е. Сакова-Петровская. — Л.: Советский писатель (Ленинградское отд.), 1977[5].